# Ożygowo (przystanek kolejowy)
Ożygowo (ros. Ожигово) – przystanek kolejowy w miejscowości Moskwa, w Rosji. Położony jest na linii Moskwa – Briańsk – Kijów.

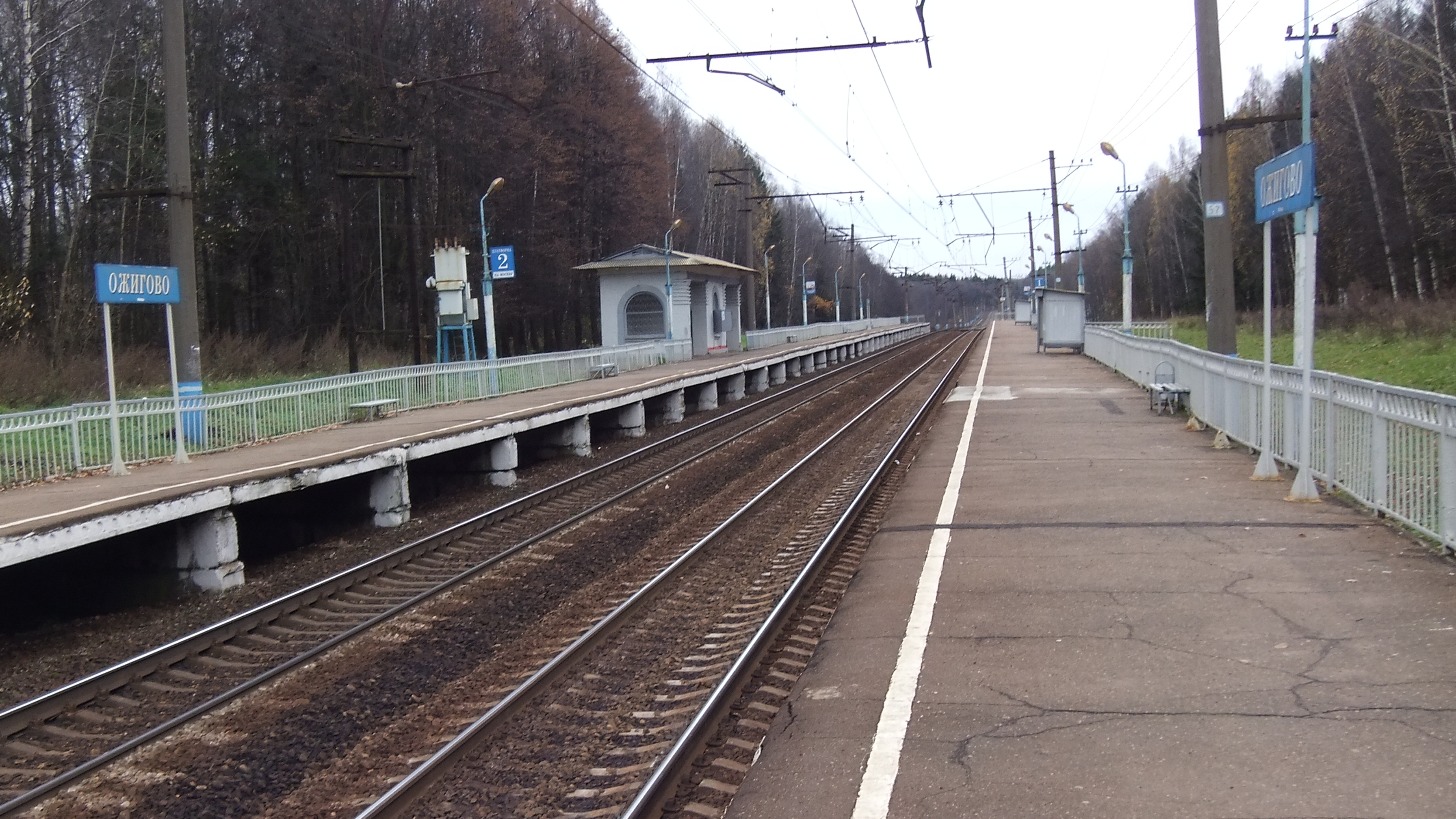
widok w kierunku Briańska